# 高根村立高根小学校中之宿分校
高山市立高根小学校中之宿分校（たかねそんりつ たかねしょうがっこう　なかのしゅくぶんこう）は、かつて岐阜県大野郡高根村（現・高山市）に存在した公立小学校の分校。

## 概要
- 高根村立高根小学校の分校であり、高根村中之宿（現・高山市高根町中之宿）が校区であった。1964年廃校。
- 跡地は飛騨高山森林組合高根営業所となっている。

## 沿革
中之宿分校は1907年に「高根西尋常小学校中之宿分教場」として開校。ここではそれ以前の中之宿地区の学校についても記述する。
- 1873年（明治6年）12月 - 中之宿学校が開校。中洞村の安楽寺[注釈 3]を仮校舎とする。
- 1875年（明治8年） - 猪之鼻村、中之宿村、中洞村、池ヶ洞村、下之向村、日影村、上ヶ洞村、阿多野郷村、日和田村、小日和田村、野麦村、大古井村が合併し、高根村が発足。
- 1878年（明治11年） - 民家に移転。
- 1894年（明治28年） - 中洞区字平畑59に新築移転。校区は中洞・中之宿・下之向・猪之鼻・池ヶ洞。
- 1896年（明治29年） - 教員不足などにより、休校となる。
- 1897年（明治30年） - 中之宿字御堂の平[注釈 4]に校舎を新築し、授業を再開する。
- 1902年（明治35年）11月 - 高根西尋常小学校に統合され廃校。
- 1907年（明治40年）4月 - 高根西尋常小学校中之宿分教場として開校。旧・中之宿学校校舎は取り壊されていたため、新たに中之宿区の民家を仮校舎とする。
- 1907年（明治40年）7月 - 高根尋常小学校中之宿分教場に改称する。
- 1915年（大正4年） - 中之宿370-1に新築移転。
- 1918年（大正7年） - 高根尋常小学校第一分教場に改称する。
- 1919年（大正8年）5月 - 校舎を増築する。
- 1920年（大正9年）6月 - 農業補習学校を併設する。
- 1941年（昭和16年）4月1日 - 高根国民学校第一分教場に改称する。
- 1947年（昭和22年）4月1日 - 高根村立高根小学校第一分校にそれぞれ改称する。1～6年の児童が通学する。
- 1954年（昭和29年）4月 - 校舎を改築する。1～4年の児童が通学する。
- 1962年（昭和37年）4月 - 高根小学校中之宿分校に改称する。
- 1964年（昭和39年）3月 - 廃止。